# 16906 Giovannisilva
16906 Giovannisilva (1998 DY23) là một tiểu hành tinh vành đai chính.